# Richard Oehmann
Richard Oehmann (* 1967 in Weilheim in Oberbayern) ist ein deutscher Autor, Regisseur, Puppenspieler.
Richard Oehmann ist bekannt für „Doctor Döblingers geschmackvolles Kasperltheater“, für das er zusammen mit seinem Kompagnon Josef Parzefall (* 1960 in Straubing) den Schwabinger Kunstpreis und den Pocci-Preis gewann, sowie als Texter und Sänger der Band „Café Unterzucker“. Mit Stefan Betz gestaltet er seit 2018 beim bayerischen Politikerderblecken auf dem Nockherberg das traditionelle Singspiel.
Oehmann wurde nach dem Abitur am Gymnasium Weilheim und Zivildienst in Weilheim und Peißenberg beim „Theater im Bus“ als Puppenspieler engagiert. 1994 gründete er mit Parzefall „Doctor Döblingers geschmackvolles Kasperltheater“ und veröffentlichte mit Parzefall zahlreiche Doctor-Döblinger-Kasperl-Hörspiele auf CD, dazu das Album Xingel-Xangel mit Kasperlliedern. Auf den CDs werden die meisten Rollen von Oehmann (u. a. als Kasperl, Zauberer Wurst, Gretel, Wänzrödl, Prinz Jochen und Wachtmeister Anselm Wirsing) und Parzefall (u. a. als Seppl, Großmutter, Hexe, König Kurt und Prinzessin Heike) selbst gesprochen, allerdings sind auch einige Beiträge von Gästen zu finden, u. a. von Herbert und Schnipsi, Fredl Fesl, Luise Kinseher, Jule Ronstedt, Axel Milberg, Ilse Neubauer, Josef Hader, Gerd Lohmeyer, Sebastian Bezzel und Gerhard Polt. Zudem ist jede Ausgabe musikalisch untermalt, unter anderem durch Gruppen und Musiker wie Zwirbeldirn, Peter Krause, Wolfgang Lackerschmid, Quadro Nuevo, G.Rag y los Hermanos Patchekos, Dorothea Hofmann oder LaBrassBanda (welche am Ende von Kasperl und das Kugeleis ihren Titel Brassbanda vom Debütalbum Habediehre spielen). Auch sein Café Unterzucker-Bandkollege Greulix Schrank (Ex-Schweisser) ist an den Produktionen beteiligt. Einige Lieder sind deutsche bzw. bairische Versionen bekannter Volkslieder mit humorvollem Text, so basiert Jetzt hamma’s eingesperrt von Kasperl und der schlimme Unbekannte auf dem Country Blues-Novelty Song In The Jailhouse Now.
Zusammen mit Stefan Betz hat er 2018 beim bayerischen Politikerderblecken auf dem Nockherberg das traditionelle Singspiel übernommen, wobei sowohl Text als auch Regie von beiden geteilt wird. Gesendet wurden ihre Singspiele 2018, 2019, 2023, 2024. Das bereits fertige Singspiel „Alles geht gut aus“ wurde 2020 aufgrund der Covid-Pandemie drei Tage vor der Ausstrahlung abgesagt. Die Singspiele 2021 und 2022 entfielen.
Für den Bayerischen Rundfunk hat Oehmann drei Hörspiele verfasst: „Der jüdische Gerichstvollzieher“ nach einer Vorlage von Siegfried Liechtenstaedter, „Bahnuntergangsstimmung“ und „Die Totentorte von Epfing“.
Gelegentlich ist er Darsteller in Filmen wie Schwere Jungs zu sehen oder als Hörspielsprecher zu hören, er schreibt bisweilen kulturkritische Texte und Kolumnen, etwa für „Jazz-Podium“, „MUH“ oder „IN-München“ oder gastiert als Puppenspieler bei Fernsehproduktionen.
Zudem ist er Sänger der Band „Besserwisser Blues Band“.

## Werke (Auswahl)
- Wolfi, der Musketier, (plus extra CD mit fünf wunderbaren Liedern vom Café Unterzucker), August Dreesbach Verlag, München 2012, ISBN 978-3-940061-83-6
- mit Josef Parzefall: Kasperl und der Brezenschlüssel : eine bairische Kasperl-Komödie für Kinder ; plus Kasperlegalerie und Flacki-Extra, 2 Audio-CDs, REC STAR Musik- und Hörbuchverlag, München 2014, ISBN 978-3-937563-38-1
- mit Josef Parzefall: Ein haariger Fall: Kriminalposse in drei Akten, Reinehr-Verlag, Mühltal-Traisa 2004
- mit Josef Parzefall und Gerhard Polt: Kasperl und der Wachtelkönig, REC STAR 2017, ISBN 978-3-937563-42-8